# Jacki-O
Jacki-O is een Amerikaans rapper, geboren in Miami. Ze heeft één album uitgebracht, Poe Little Rich Girl. Verder heeft ze drie singles en vijf mixtapes uitgebracht. In de single 'Fine' zingen de Ying Yang Twins mee en in 'Break U Off' zingt Jazze Pha mee.

## Discografie

### Albums
- 2004: Poe Little Rich Girl

### Singles
- 2004: Nookie (Real Good)
- 2004: Fine (ft. Ying Yang Twins)
- 2005: Break U Off (ft. Jazze Pha)

### Mixtapes
- 2004: The Official Bootleg
- 2004: Hurricane Jacki
- 2006: Free Agent
- 2007: Jack Tha Ripper
- 2008: Little Red Riding Hood